# Pseudopachydissus rufofemoralis
Pseudopachydissus rufofemoralis là một loài bọ cánh cứng trong họ Cerambycidae.